# Cimetière Saint-Nicolas-des-Champs
Le cimetière Saint-Nicolas-des-Champs est un ancien cimetière qui était situé rue Beaubourg dans le 3e arrondissement de Paris.

## Emplacement
Le cimetière Saint-Nicolas-des-Champs serait délimité de nos jours par les rues Saint-Martin, de Montmorency, Beaubourg et Chapon.

## Historique
Au temps de la chapelle initiale, un premier cimetière existait près de la porte du prieuré de Saint-Martin-des-Champs dans la cour Saint-Martin (Carrefour des actuelles rues de Turbigo et Réaumur.
En 1220, le curé de cette chapelle, devenue église paroissiale, obtint du prieuré un terrain où ses morts pourraient être inhumés « à l'abri des incursions des chevaux et des porcs ». 
Ce cimetière, qui devint l'un des plus grands de Paris, mesurait 60 mètres de long et 40 mètres de large, occupait la moitié orientale d'un rectangle qui serait délimité de nos jours par les rues Saint-Martin, de Montmorency, Beaubourg et Chapon. Lentrée principale se situait rue du Cimetière avec une entrée secondaire située rue Transnonain presque à l'angle de la rue de Montmorency.
Lors de l'élargissement de la rue de la Ferronnerie, en 1669, le cimetière reçut les terres enlevées du cimetière des Innocents.
En 1763, il reçut près de 800 à 900 corps par an qui étaient déposés dans des fosses communes qui avaient environ 7 mètres de profondeur et fermées par une trappe et un couvercle cadenassé, ce qui ne l'empêchait pas de dégager une odeur infecte.
Après la fermeture du cimetière des Innocents, en juillet 1780, il reçut les corps qui y auraient dû être inhumés par les paroisses Saint-Merri et Saint-Germain-l'Auxerrois. Rapidement saturé, plus en mesure de les accueillir à partir de mars 1781, ces corps furent alors dirigés sur les cimetières de Clamart et des Porcherons.
Le cimetière Saint-Nicolas-des-Champs fut fermé en 1791, loué en 1793 et vendu en 1795 avant d'être loti. Les ossements furent transférés au Catacombes en 1804, puis de 1846 à 1849, lors de l'ouverture de la rue Réaumur.

## Personnalités inhumées dans l'église ou le cimetière
- Étienne Allegrain (1645-1736) peintre et graveur, inhumé dans l'église.
- Jacques d'Amboise (1559-1606), chirurgien, inhumé dans l'église.
- Guillaume Budé (1467-1540) est un humaniste, inhumé dans l'église
- Louise de Budos (1575-1598), seconde épouse d'Henri Ier de Montmorency, et maîtresse d'Henri IV, inhumée dans l'église.
- Amaury de Chartres (vers 1150- 1206 ou 1209), philosophe et théologien.
- François-Henri Clicquot (1732-1790), facteur d'orgues, inhumé dans l'église
- Antoine Joseph Dezallier d'Argenville (1680-1765) naturaliste
- Louis Duret,(1527-1586), médecin, inhumé dans l'église
- Louis Lefèvre de Caumartin (1552-1623) homme d'État, inhumé dans l'église.
- André Lefèvre d'Ormesson (1577-1665), homme d'État, inhumé dans l'église.
- François-Timoléon de Choisy (1644-1724), religieux, homme de lettres, mémorialiste et académicien.
- Nicolas Colbert de Vandières (1590-1661), négociant et financier, père de Jean-Baptiste Colbert.
- Pierre Gassendi (1592-1655), mathématicien, philosophe, théologien et astronome, inhumé dans l'église.
- Arnaud de Labriffe (1649-1700), parlementaire, inhumé dans l'église
- Robert Le Lorrain (1666-1743), sculpteur.
- Louis I Lerambert (1538-1614) maître maçon, père de Louis II Lerambert, inhumé dans l'église.
- Antoine de Loménie de La Ville-aux-Clercs (1560-1638) aristocrate et homme politique français, inhumé dans l'église
- Francisque Millet (1642-1679), peintre et graveur, inhumé dans l'église
- Louis Nublé (1606-1686), avocat, inhumé dans l'église
- Charles Poerson (vers 1609-1667), peintre, inhumé dans l'église
- Madeleine de Scudéry (1607-1701), femme de lettres, inhumé dans l'église
- Adrien Valois (1607-1692), historien, inhumé dans l'église
- Henri Valois (1603–1676), philologue et historien, inhumé dans l'église
- Théophile de Viau (1590-1626), poète et dramaturge, inhumé dans l'église